# Forces populaires (Gaza)
Les Forces populaires , également connues sous le nom de Service antiterroriste, sont une organisation criminelle palestinienne impliquée dans le pillage de l'aide humanitaire pendant la guerre à Gaza,,.
L'organisation est active dans la bande de Gaza et est soutenue par Israël. Elle est dirigée par Yasser Abu Shabab.
Le groupe, qui a été décrit comme un gang ou une milice armée, est composé de 100 à 300 hommes qui opèrent dans l'est de Rafah,,. Le soutien israélien aux Forces populaires n’a été révélé qu’en juin 2025, mais le groupe est actif depuis au moins fin 2024.

## Histoire

### Pillage de l'aide humanitaire
En décembre 2024, dans une interview au New York Times, des propriétaires d’entreprises de transport, des chauffeurs de camion et des groupes d’aide de Gaza ont affirmé que plusieurs gangs armés avaient participé au pillage de leurs biens. De nombreuses personnes ont accusé Yasser Abu Shabab d'être le commanditaire. Le gang d'Abu Shabab dirigerait une grande partie du quartier de Nasr, à l'est de Rafah, qui a été considérablement endommagé par les bombardements de l'armée israélienne. Un chauffeur de camion dont le camion a été pris en embuscade par des membres de gangs a affirmé que ces derniers lui avaient dit que Yasser Abu Shabab était leur chef. Un autre Gazaoui a déclaré qu'il avait tenté d'acheter de la farine au gang Abu Shabab et qu'il avait vu des hommes armés du gang garder des entrepôts contenant de la nourriture volée aux Nations Unies. Il a déclaré que l'un des hommes armés l'avait menacé avec un pistolet.
Yasser Abu Shahab a nié les accusations portées contre lui, bien qu'il ait admis que ses hommes, armés de fusils kalashnikov, ont attaqué environ 50 camions d'aide depuis le début de la guerre de Gaza en 2023. Il a déclaré qu'ils pillaient la nourriture pour pouvoir nourrir leurs familles et leurs voisins, et il a également accusé le Hamas d'être celui qui vole le plus d'aide. Il a déclaré que le Hamas avait attaqué son quartier le 25 novembre 2024, tuant plus de 20 personnes, dont son frère. Selon certaines informations, le groupe d'Abu Shahab contrôle un territoire situé à 1,5 km du poste frontière et est composé de détenus évadés de Gaza. Plusieurs responsables de l’ONU ont déclaré que le pillage n’aurait pas pu avoir lieu sans l’aide de l’armée israélienne. L'un d'eux a déclaré : « Ces types sont probablement les seuls à Gaza qui peuvent s'approcher à 100 mètres d'un char israélien ou de soldats israéliens sans être abattus. »
Dans une interview à Sky News, Abu Shabab a nié que ses hommes étaient impliqués dans des pillages ou avaient des liens avec Israël, déclarant : « Nous travaillons pour garantir que l'aide parvienne à notre peuple en toute sécurité, sans interférence ni vol ». Un responsable humanitaire a déclaré que ses affirmations étaient « comiques ».
Le Hamas crée en novembre 2024 une force appelée « Flèche » pour combattre les pilleurs mais elle ne peut pas intervenir dans les zones occupées par Tsahal. Yasser Abou Shebab survit en novembre 2024 à une attaque du Hamas dans laquelle son frère et neuf autres membres de son groupe sont tués. La famille de Yasser Abou Shebab prend officiellement ses distances avec lui dans un communiqué.
Le 26 mai 2025, Abu Shabab, affirme qu'il constituait une « armée » pour « sécuriser » les livraisons d'aide dans certaines parties de la bande de Gaza. Il a publié des images de ses hommes armés recevant et organisant le passage de camions d'aide. Un responsable de la sécurité du Hamas a qualifié Abu Shabab d'« outil utilisé par l'occupation israélienne pour fragmenter le front intérieur palestinien ». Le 30 mai, le Hamas a mis en ligne une vidéo montrant des hommes armés d'Abou Shabab marchant dans un bâtiment avant qu'il ne soit explosé. Le Hamas a affirmé que le groupe avait aidé Tsahal à inspecter les bâtiments avant d'y emménager.
En juin 2025, Abu Shabab a publié une vidéo dans laquelle il affirmait que son groupe avait pris le contrôle total de l'est de la ville de Rafah. Il a appelé les citoyens de Rafah à revenir, leur promettant de la nourriture, un abri et une protection dans des camps de fortune construits sous la surveillance de Tsahal. Ses combattants, qui sont pour la majorité ses proches, ont été vus portant des uniformes avec des drapeaux palestiniens et des écussons « unité antiterroriste ». Ils ont été vus en train d’installer des tentes, de décharger des fournitures de camions et de distribuer de la nourriture. Il a déclaré que l'objectif de sa milice est de défendre les civils contre le « terrorisme du Hamas » et le « pillage généralisé de l'aide »,.
Le même mois, Avigdor Liberman, ancien ministre de la Défense et chef du parti d'opposition Yisrael Beytenu, a déclaré qu'Israël fournissait secrètement des fusils d'assaut et des armes légères aux gangs de Gaza pour affaiblir le Hamas. Le Premier ministre israélien, Benjamin Netanyahu, admettra plus tard qu'il utilise des gangs armés à Gaza contre le Hamas. Il a déclaré que son gouvernement avait « activé des clans puissants » à Gaza sur les « conseils des « responsables de la sécurité ». Associated Press a confirmé que l'un des groupes parrainés par Israël est dirigé par Abu Shabab. Selon certaines informations, Israël aurait fourni au groupe d'Abou Shabab des fusils Kalachnikov, dont certains ont été capturés au Hamas. L'opération a été approuvée par le Premier ministre lui-même,.
Le groupe d'Abou Shabab opère sous les noms de « Forces populaires » et « Unité antiterroriste », et de nombreuses sources arabes l'ont accusé d'avoir des tendances idéologiques radicales. Selon The New Arab, un journal basé à Londres, la milice a progressivement évolué d'un gang criminel peu organisé vers un groupe salafiste-djihadiste inspiré notamment par l'État islamique. Il a également déclaré que le groupe n'a changé de nom, passant de « Unité antiterroriste » à « Forces populaires », qu'en mai 2025, peut-être pour cacher ses anciennes affiliations,.
Pendant la guerre à Gaza, Abu Shabab a affirmé que les Forces populaires avaient chassé les forces du Hamas de l'est de la ville de Rafah, une région en réalité contrôlée par l'armée israélienne. Le groupe aurait pillé l'aide humanitaire envoyée à Gaza selon plusieurs témoignages. Abu Shabab affirme que son groupe est soutenu par l’ Autorité palestinienne ce que celle-ci a démenti.
L'ancien ministre israélien de la Défense Avigdor Liberman, un responsable de la sécurité israélienne anonyme et le ministère de l'Intérieur de la bande de Gaza ont affirmé que les Forces populaires étaient affiliées à l'État islamique,,.
Le cessez-le-feu de 2025 dans la bande de Gaza et la levée du blocus israélien permet l'entrée d'aide humanitaire dans des proportions suffisantes, déstabilisant les activités des pilleurs. Le gang d’Abou Shebab est relancé par l’armée israélienne avec le blocus total de l’enclave palestinienne à partir du 2 mars, puis la reprise le 18 mars des bombardements massifs et des opérations terrestres. En mai, Israël autorise à nouveau l'entrée en de très faibles quantités d'aides humanitaires dont la distribution est réalisée par la Fondation humanitaire de Gaza (GHF). Sous la direction de l'armée israélienne, les miliciens d'Abou Shebab sont intégrés avec des mercenaires américains au dispositif. Les trafiquants continuent également d'attaquer les convois humanitaires qui n'émanent pas de la GHF.

## Soutien israélien
Le gouvernement israélien s'est rapproché des réseaux criminels ou djihadistes palestiniens pour combattre le Hamas et ses alliés pendant la guerre de Gaza. Ainsi, en plus de celui de Yasser Abou Shebab, Israël a fait appel à un autre gang dirigé par le trafiquant Shadi Al-Soufi, qui était lui aussi emprisonné à Gaza avant la guerre. L’État hébreu a aussi tenté de retourner l'influent clan Doghmush, dont est issu le groupe djihadiste Jaïch al-Islam.
Selon l'historien Jean-Pierre Filiu, en parrainant le crime organisé et le djihadisme, le Premier ministre Benyamin Netanyahou chercherait à affaiblir le Hamas mais aussi à écarter l'Autorité palestinienne de la gouvernance de la bande de Gaza par crainte qu'elle ne relance la « solution à deux États », une hypothèse fermement combattue par son gouvernement,.
Mairav Zonszein, analyste à l’International Crisis group, estime qu'« Israël sait pertinemment ce qu’il fait. Il expose les Palestiniens à une violence et un chaos sans fin qui justifieront son rejet et son intransigeance face à une solution juste ». Hugh Lovatt, spécialiste de la Palestine à l’European council for foreign relations (ECFR), note pour sa part que « cette stratégie d’affaiblissement des groupes palestiniens permet aussi de marginaliser, voire de supprimer les mécanismes humanitaires de l’ONU. Et d’encourager le nettoyage ethnique de l’enclave en provoquant l’effondrement de l’ordre public, pour pousser les Palestiniens à quitter Gaza ». Le secrétaire général adjoint de l’ONU a dénoncé la volonté israélienne de rendre « dangereux de protéger les convois d’aide, alors qu’on peut les piller sans danger ».

## Attaques
Environ 40 % de l’aide humanitaire, déjà très insuffisante pour répondre aux besoins de la population, sont pillés durant le mois d’octobre 2024 par les hommes de Yasser Abu Shabab, peu après son entrée dans la bande de Gaza.
Le 16 novembre 2024, le gang d'Abou Shabab a attaqué un convoi de 109 camions d'aide des Nations Unies, pillant 98 d'entre eux,.
Les attaques du gangs contre les convois humanitaires sont parfois menées conjointement avec l'armée israélienne. L'historien Jean-Pierre Filiu a documenté durant son séjour à Gaza fin 2024 et début 2025 deux attaques : « Dans la nuit du 22 au 23 décembre 2024, une frappe israélienne tue d’abord deux responsables de la sécurité d’un convoi de 66 camions des Nations unies, puis un tiers de ces camions d’aide sont dérobés dans une embuscade où six gardes sont tués par des drones israéliens. Aux premières heures du 4 janvier 2025, ce sont cette fois 50 camions sur 74 qui sont pillés après des combats qui font onze morts (cinq tués par les drones israéliens et six dans les échanges de tirs interpalestiniens). »